# 普蒂內尤鄉 (特列奧爾曼縣)
43°54′N 24°58′E / 43.900°N 24.967°E
普蒂內尤鄉（羅馬尼亞語：Comuna Putineiu, Teleorman），是羅馬尼亞的鄉份，位於該國南部，由特列奧爾曼縣負責管轄，處於布加勒斯特以南110公里，每年平均降雨量955毫米，海拔高度79米，2007年人口2,537。